# Nils Karlsson (fotbollsspelare)
Nils Gustaf Karlsson, född 10 april 1897 i Göteborg, död 17 augusti 1967 i Göteborg, var en svensk fotbollsspelare (vänsterhalv) som spelade för Göteborgsklubben Gais.
Karlsson var en av Sveriges främsta defensiva mittfältare och tog SM-guld med Gais 1919 och 1922, samt var med och vann svenska serien 1922/1923. Han gjorde 35 matcher och 12 mål för Gais mellan 1915 och 1923. Han avslutade karriären i förtid på grund av upprepade knäskador.
Karlsson var med i truppen i det svenska landslag som spelade i OS i Antwerpen 1920, men spelade inte i någon match. Han gjorde sammanlagt 8 A-landskamper mellan 1919 och 1922.